# Базил, великият мишок детектив
Базил, великият мишок детектив (на английски: The Great Mouse Detective) е американски анимационен филм от 1986 година.
Филмът е създаден на основата на серията детски книги „Базил от Бейкър Стрийт“ от писателката Ив Тайтъс. Той е в голяма степен в традицията на детектива Шерлок Холмс с героичната мишката, която съзнателно го наподобява. Името на мишката-детектив е взето от името на актьора Базил Ратбоун, който е един от известните изпълнители на ролята на героя.